# مصعب خضر
مصعب خضر كمال جبريل (مواليد 1 يناير 1993) هو لاعب كرة قدم قطري من أصل سوداني يلعب حالياً مع نادي السد و‌منتخب قطر لكرة القدم ك‍ظهير أيمن.
كانت بداياته مع نادي السد في عام 2013 و أعاره السد إلى نادي الريان في مطلع عام 2017 لمدة 5 شهور و أعير إلى النادي العربي مطلع عام 2019 لمدة سنة ونصف.

## روابط خارجية
- مصعب خضر على موقع الاتحاد الأوربي (الإنجليزية)
- مصعب خضر على موقع قاعدة بيانات كرة القدم.إي يو (الإنجليزية)
- مصعب خضر على موقع ناشيونال فوتبول تيمز (الإنجليزية)
- مصعب خضر على موقع Soccerway.com (الإنجليزية)
- مصعب خضر على موقع عالم كرة القدم.نت (الإنجليزية)